# الملعب البلدي (الرقة)
الملعب البلدي في الرقة هو ملعب حديث العهد فلقد تم افتتاحه عام 2006 وقد تم تخصيص هذا الملعب لمباريات نادي الشباب في الدوري السوري ولتدريبات النادي أيضاً ويتسع الملعب البلدي لـ 15000 ألف متفرج ويذكر انه في عام 2009 قد تم وضع ابراج انارة كبيرة في الملعب ويقال انها كانت تضيء نصف محافظة الرقة عندما يتم تشغيلها.